# Richard Meyer (Chemiker)

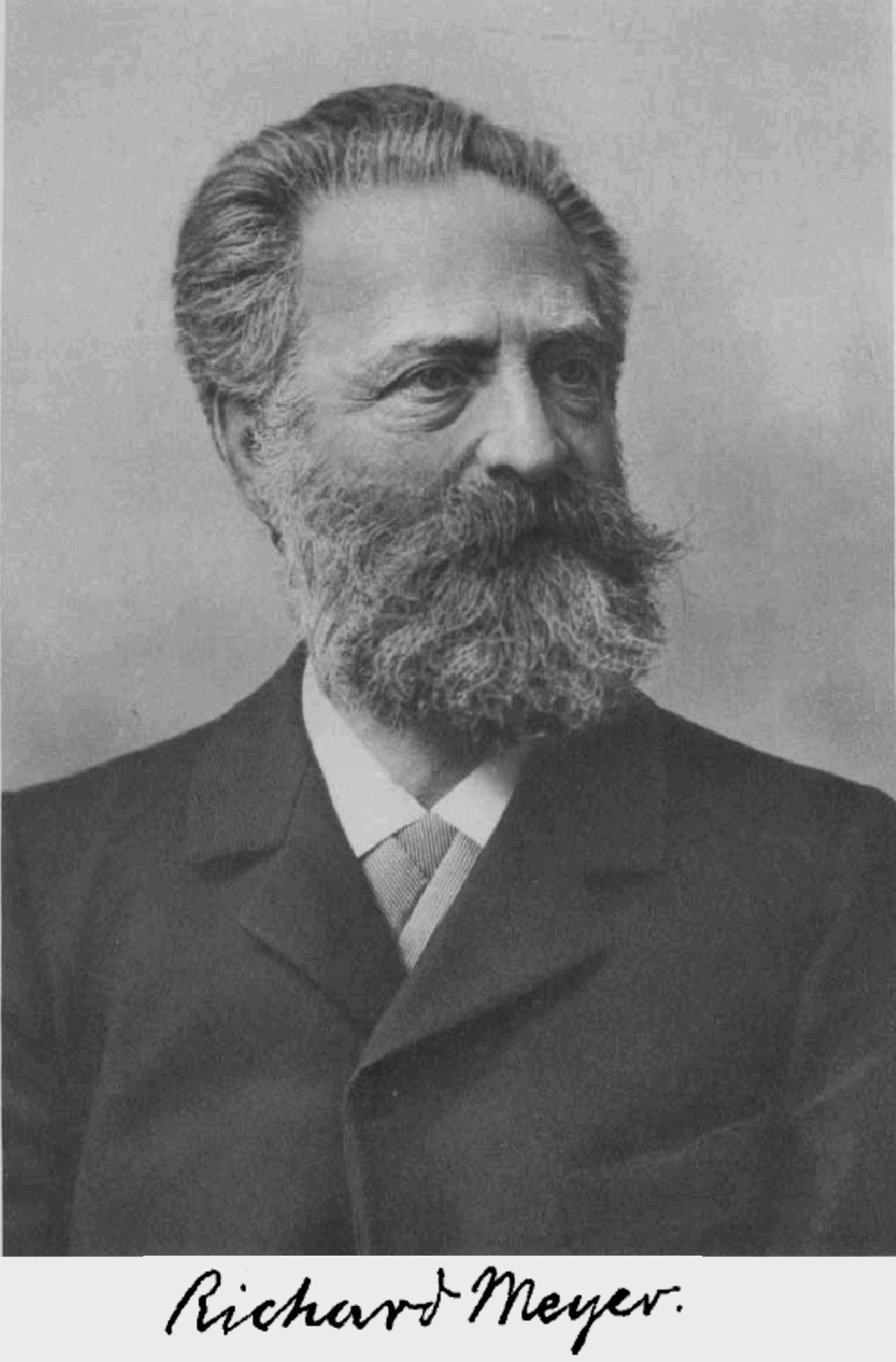
Richard Meyer (ca. 1922)

Richard Emil Meyer (* 20. Juli 1846 in Berlin-Pankow; † 26. Februar 1926 in Braunschweig) war ein deutscher Chemiker.

## Leben
Meyer war der Sohn eines jüdischen Kattunfabrikanten und -druckers und studierte ab 1864 in Berlin Chemie (bei Heinrich Rose, Gustav Magnus und Franz Leopold Sonnenschein, mit Experimentalunterricht im Privatlabor von Sonnenschein) und ab 1865 in Heidelberg (bei Gustav Kirchhoff, Hermann Kopp, Hermann von Helmholtz). Er studierte auch bei Friedrich Wöhler in Göttingen und wurde dort 1868 bei Hans Hübner über Indium promoviert. Danach leistete er seinen Militärdienst und ging in Mülhausen bei einer Kattundruckerei in die Lehre, um später den väterlichen Betrieb zu übernehmen. Im Deutsch-Französischen Krieg war er da nicht voll diensttauglich in der Etappe und ab 1871 trat er in die väterliche Fabrik ein. Nachdem die Firma aufgrund der Wirtschaftslage 1873 eingestellt worden war und er auch mit einer eigenen Chemiefabrik gescheitert war, beschloss er zur Universität zurückzukehren und ging nach München zu Adolf von Baeyer, um sich zu habilitieren. Zunächst nahm er aber 1876 in Chur die Stelle eines Lehrers für Physik und Chemie an der Bündner Kantonschule an. Dabei war er auch wissenschaftlich tätig (er wandte sich der Organischen Chemie zu), betreute Doktoranden aus Zürich, war privater Gutachter und untersuchte Mineralwässer. Er hatte die Chance, in der staatlichen Lebensmittelkontrolle der Schweiz tätig zu werden, ging aber stattdessen wieder nach Deutschland und habilitierte sich 1886 bei Adolf von Baeyer in München, nachdem er kurze Zeit bei den Farbwerken Hoechst gearbeitet hatte. 1887 wurde er Professor für Chemische Technologie an der Staatsgewerbeschule in Reichenberg und 1889 als Nachfolger von Friedrich Ludwig Knapp Professor für chemische Technologie an der TH Braunschweig. 1899 wurde er außerdem Professor für Chemie als Nachfolger von Robert Otto. 1918 wurde er emeritiert. Er hielt aber weiter populärwissenschaftliche Vorträge (Meyer war zeitweise Vorsitzender des Braunschweiger Vereins für Naturwissenschaften) und Vorlesungen über Chemiegeschichte.
Anfangs befasste er sich mit Benzol-Derivaten, dann mit analytischer Chemie und später mit Phthaleinen, Fluoresceinen und der strukturellen Ursache von deren Fluoreszenz. Mit Johannes Stark erkannte er die Bedeutung der Absorption im UV für die Fluoreszenz. Er befasste sich auch mit Acetylen-Kondensationen (Entstehung von Ringverbindungen) unter Einwirkung von Wasserstoff bei hohen Temperaturen. Er galt als guter Lehrer.
Im Jahr 1900 wurde er zum Mitglied der Leopoldina gewählt. 1891 bis 1918 war er Herausgeber des Jahrbuchs für Chemie.
Von ihm stammen populärwissenschaftliche Chemiebücher und er gab die deutsche Übersetzung der Weihnachtsvorlesung von Michael Faraday an der Royal Institution über die Naturgeschichte der Kerze heraus. Er trug zum Handbuch der chemischen Technologie von A. Bolley bei (Artikel: Die künstlich erzeugten organischen Farbstoffe, Chemische Verarbeitung der Pflanzen- und Thierfaser, Die neuere Entwicklung der Theerfarbenindustrie).
Er ist nicht mit dem deutschen Chemiker Richard Joseph Meyer zu verwechseln.

## Schriften
- Über Bestrebungen und Ziele der wissenschaftlichen Chemie. 1880.
- Einleitung in das Studium der aromatischen Verbindungen. 1882.
- Die Industrie der Theerfarbstoffe. 1881.
- Das Färben und Bedrucken der Gewebe. 1891.
- Über Ziele und Aufgaben der Elektrochemie. 1895.
- Die chemische Synthese, Ihre Bedeutung für die Wissenschaft und das Leben. 1896.
- Probleme der organischen Chemie. 1901.
- Victor Meyer, Leben und Wirken eines deutschen Chemikers und  Naturforschers. 1917.
- Vorlesungen über die Geschichte der Chemie. 1922.
- Chemie in Natur und Kultur, Volkstümliche Vorträge. 1925.